# مورچه‌گیرک آرام
مورچه‌گیرک آرام (نام علمی: Myrmotherula pacifica) نام یک گونه از سرده مورچه‌گیرک‌ها است.